# Misythus cyrtonotus
Misythus cyrtonotus är en insektsart som beskrevs av Morgan Hebard 1923. Misythus cyrtonotus ingår i släktet Misythus och familjen torngräshoppor. Inga underarter finns listade i Catalogue of Life.